# Renate Freund
Renate Freund (* 3. Oktober 1939 in Neuwied) ist eine deutsche Schriftstellerin. Sie veröffentlicht neben Kurzgeschichten auch Gedichte.

## Leben und Werk
Renate Freund wurde 1939 als zweitältestes von fünf Kindern in Neuwied am Rhein geboren. Nach einem beruflichen Abschluss als Stenokontoristin arbeitete sie zuerst als Sachbearbeiterin im Einkauf eines mittelständischen Betriebes. Bis zu ihrer Rente war sie dann in der technischen Abteilung eines Marienhaus-Klinikums in Rheinland-Pfalz tätig. Nach ihrer beruflichen Tätigkeit als Fachkraft entwickelte Renate Freund ihr Talent in der schreibenden Zunft, bevorzugt in den Genres Kurzgeschichte und Lyrik. Durch ihr Interesse an der Literatur kam sie selbst zum geschriebenen Wort. Ein erster Band mit zwölf Krimi-Kurzgeschichten erschien im August 2016 im Martin Werhand Verlag und trägt den Titel Der letzte Tanz. Im Januar 2017 wurden ihre Gedichte dann in der Anthologie Abendfrieden (100 Gedichte) veröffentlicht. Noch im gleichen Jahr wurde im selben Verlag ihr Lyrikband Himmelreich in der Lyrik-Reihe 50 Sonette publiziert. Ein dritter Gedichtband erschien im Januar 2018 in der MWV-Reihe 50 Gedichte  unter dem Titel Sinnpuppe. Im Dezember 2018 wurde ein weiterer Band in der Lyrik-Reihe 50 Sonette unter dem Titel Glassymphonien veröffentlicht, des Weiteren erschien in der Reihe 100 Sonette der Band Sonnenähren. Im Dezember 2019 wurden im MWV drei weitere Lyrikbände von Renate Freund veröffentlicht. Der Sonettband Lichthoffnung in der Reihe 50 Sonnette und die beiden Gedichtbände Winterruhe in der Reihe 100 Gedichte und Dorfidylle in der Reihe 250 Gedichte.
Renate Freund lebt und arbeitet in Niederbieber, Rheinland-Pfalz.

## Einzelbände
- Der letzte Tanz. Kurzgeschichten. Martin Werhand Verlag, Melsbach 2016, ISBN 978-3-943910-29-2.
- Himmelreich. 50 Sonette. Martin Werhand Verlag, Melsbach 2017, ISBN 978-3-943910-65-0.
- Sinnpuppe. 50 Gedichte. Martin Werhand Verlag, Melsbach 2018, ISBN 978-3-943910-58-2.
- Glassymphonien. 50 Sonette. Martin Werhand Verlag, Melsbach 2018, ISBN 978-3-943910-61-2.
- Sonnenähren. 100 Sonette. Martin Werhand Verlag, Melsbach 2018, ISBN 978-3-943910-64-3.
- Lichthoffnung. 50 Sonette. Martin Werhand Verlag, Melsbach 2019, ISBN 978-3-943910-49-0.
- Winterruhe. 100 Gedichte. Martin Werhand Verlag, Melsbach 2019, ISBN 978-3-943910-48-3.
- Dorfidylle. 250 Gedichte. Martin Werhand Verlag, Melsbach 2019, ISBN 978-3-943910-47-6.

## Anthologien
- Abendfrieden. 100 Gedichte. Anthologie, Martin Werhand Verlag, Melsbach 2017, ISBN 978-3-943910-27-8.